# Comtat d'Alvèrnia
El comtat d'Alvèrnia (en occità Comtat d'Auvèrnhe, en francès comté d'Auvergne) fou una jurisdicció feudal d'Occitània, a França, centrada a Clarmont d'Alvèrnia (Clarmont-Ferrand), a la regió anomenada Alvèrnia (en francès Auvergne), regida per comtes sota control visigot (475-507) i dels francs merovingis (507-751). S'incorporà a la corona francesa el 1663.

## Història
Regida per comtes sota control visigot (475-507) i dels francs merovingis (507-751). El 751 es va instal·lar a França la dinastia carolíngia i Alvèrnia va passar a formar part del regne d'Aquitània. El segle ix el comtat va esdevenir hereditari i al mateix van assolir poder temporal els bisbes de Clarmont. També hi va haver vescomtes a Clarmont.
El primer comte del que se'n sap alguna cosa fou Guerí, que fou també comte de Chalon i que s'hauria casat amb la filla del duc Icterí (un fill del duc d'Aquitània Hattó). Unes fonts diuen que va tenir fills i altres que no. Acceptant les fonts que afirmen que va tenir fills, seria el pare almenys dels dos següents comtes (Gerard I i Guillem I) i potser també del tercer (Bernat I) del que en tot cas seria l'avi. Els que segueixen les fonts que afirmen que no va tenir fills com Armand de Fluvià, fan a Guerau o Gerard I el fill de Teodoric (possible germà de Guillem I de Tolosa) i nebot de Teuduí d'Autun. Guillem fou el seu germà i successor i del següent comte, Bernat, ja no es pot determinar la genealogia; el va succeir Esteve, un usurpador, el 862 que el 863 degué ser destituït per participar en una revolta, i a la reorganització de comtats del 864 va ser retornat a Bernat que va morir vers 868. És possible que el seu fill Guerí II hagués mort poc després i es van disputar l'herència Gerard II, suposat fill de Gerard I, i Bernat Plantapilosa, marit de la filla de Bernat I, de nom Ermengarda. Vers el 872 el rei va deposar Gerard II i va concedir el comtat a Bosó de Provença que el va administrar fins al 876 quan fou nomenat virrei d'Itàlia, passant llavors a Plantapilosa mort el 886. El seu fill Guillem II (I d'Aquitània) el Pietós el va succeir iniciant la línia hereditària regular.
Al morir Guillem II el va succeir el seu nebot Guillem III el jove, el fill d'Acfred I de Carcassona però pel dret de la seva mare Adelinda, germana de Guillem II, que fou així comte. Guillem III el Jove era fill del comte Acfred I de Carcassona i Rasès i probablement un legitimista. Va morir vers el 926. El seu germà Acfred I d'Aquitània el va succeir i va morir sense successió menys de dos anys més tard (927). El comtat va passar a Ebles Manser, ex comte de Poitou i duc d'Aquitània, fill (bastard) de Ranulf o Rainulf II de Poitiers (fill de Rainulf I de Poitiers i successor de Bernat de Gòtia; cal esmentar que Rainulf I fou fill de Guerau, comte d'Alvèrnia mort el 841). Ebles va ser deposat el 934 pel rei Raül de França, que va donar el comtat d'Alvèrnia a Ramon III Ponç de Tolosa. No obstant Guillem va conservar el títol de duc d'Aquitània (Guillem II el Jove) que va transmetre al seu fill Guillem III d'Aquitània Cap d'Estopa, i que va recuperar Alvèrnia a la mort del comte tolosà. Guillem III va morir el 963 i altra vegada el comtat va tornar a estar en litigi amb Tolosa on era comte Guillem IV Tallaferro.
Després de la mort de Bernat Plantapilosa comença a esmentar-se el nom d'alguns vescomtes que regien el contat per absència del comte. El primer fou Armand i la seva nissaga va arribar a ostentar el títol comtal a mesura que els comtes van perdre poder més ocupats en els afers de Poitou i Tolosa. Armand va tenir dos fills, Robert, que va portar el títol de vescomte d'Alvèrnia, i Matfred, que va rebre la senyoria de Thiern i fou el seu primer vescomte (vegeu Vescomtat de Thiern). Segurament ja abans del 1000 el vescomte Guillem d'Alvèrnia, de la línia de Robert, va assumir el títol de comte. La seva nissaga es va trencar el 1155 quan el comte Guillem VIII el jove va ser enderrocat pel seu oncle Guillem IX el vell, però va poder mantenir una part del comtat (Beaumont, Chamaliers i Montferrand principalment). Si bé se'ls anomena sovint comtes de Clarmont, es tendeix a evitar aquesta denominació per no confondre aquesta branca comtal amb la dels comtes de Clermont-en-Beuvaisis o amb els comtes-bisbes de Clarmont. Els comtes de Clarmont van ser reconeguts el 1302 com a Delfins d'Alvèrnia. El 1209 el rei de França va apropiar-se de força territoris a l'Alvèrnia, les anomenades Terres d'Alvèrnia, que van ser concedides en feu a un fill del rei al segle xiii però de fet van pertànyer a la corona fins al 1360 en què foren erigides en el Ducat d'Alvèrnia per a Joan I duc de Berry i que va passar també als Borbó per matrimoni fins que el 1527 va retornar a la corona per sentència de confiscació contra el conestable.
El 1209 el rei, que havia rebut l'ajut del bisbe de Clarmont Robert I (1195-1227) per ocupar les Terres d'Alvèrnia, el va premiar amb l'atorgament del feu de la ciutat de Clarmont, incorporat a la senyoria eclesiàstica.
El segon delfí, anomenat Delfí o Robert, va heretar de la seva mare Hugueta filla d'Arquimbald V vescomte de Comborn, el comtat de Montferrand. Aquest comtat va parar després a Caterina, filla de Guillem VIII, casada amb Guixard de Beaujeu. Beraud II el gran va ser comte consort de Sancerre pel matrimoni amb la comtessa Margarida (senyora a més a més de Sagonne, de Mermande, de Charenton, de Meillant i de Faye-la-Vineuse) filla del comte Joan III de Sancerre. Va succeir a Beraud II el seu fill (d'un segon matrimoni) Beraud III el 17 de gener de 1399. El 1419 va heretar de la seva madrastra, Margarida, el comtat de Sancerre i les senyories però no pel dret de Margarida sinó pel de la seva germana per part de pare Anna (que fou la filla única de Margarida), morta el 1417 sense successió. Va morir el 28 de juliol de 1426 i no va deixar més que una filla anomenada Joana que va aportar el Delfinat a la casa de Borbó i finalment va passar a la corona francesa el 1663.

## Llista de comtes d'Alvèrnia

### comtes merovingis
- Victorí 479-488
- Apol·linar vers 506
- Hortensi de Nèustria vers 527
- Becco vers 532
- Sigibald vers 533
- Hortensi vers 534
- Ebodi vers 540
- Jordi vers 545
- Britià vers 550
- Firmí vers 555/558
- Salusti (duc) vers 558-560
- Firmí (segona vegada) 560-571
- Venerand vers 580
- Nicet I (duc i comte) vers 585
- Nicet II vers 585
- Eulali (duc) 585-590
- part d'Austràsia 592-595
- part de Borgonya 595-612
- part d'Austràsia 612-639
- Bobó de Nèustria 639-656
- Hèctor de Nèustria vers 656-675
- Bodiló d'Austràsia vers 675 (duc)
- Calmini de Nèustria vers 680
- Genèsi vers 690
- Heribert de Nèustria vers 695
- part de Nèustria vers 700-751
- Blandin duc entre 760 i 763
- Khilping entre 763 i 765

### comtes carolingis
- Bermond entre 765 i 777,
- Icteri 778-?
- Una filla ?-819
- Guerí de Chalon 819-839
- Guerau 839-841 (Gerard I)
- Guillem I 841-846
- Bernat I 846-863
- Esteve 863-864
- Bernat I (segona vegada) 864-vers 868
- Gerard II 868-872
- Bosó de Provença 872-876
- Bernat II (Bernat Plantapilosa) 876-886
- Guillem II (I d'Aquitània) el Pietós 886-918
- Guillem III (II d'Aquitània) el Jove (segona vegada) 918-926
- Acfred I d'Aquitània 926-927 (duc d'Aquitània)
- Ebles Manzer 927-934 (duc d'Aquitània)
- Ramon III Ponç de Tolosa 934-950
- Guillem III d'Aquitània 950-963 (IV d'Alvèrnia)
- Guillem IV Braç de Ferro, IV d'Aquitania, V d'Alvèrnia i II de Poiters vers 963-994.

## Llista de vescomtes després comtes
Vescomtes:
- Armand de Clarmont després de 886-?
- Robert I de Clarmont (fill) ?-?
- Robert II de Clarmont el Jove (fill) ?-?
- Robert III de Clarmont (fill) ?-?
- Guiu I de Clarmont (germà) ?-989
- Guillem de Clarmont (germà) 989-1016 (vescomte i després comte)

Comtes:
- Robert I (fill) 1016-1032
- Guillem VI (fill) 1032-1064
- Robert II (fill) 1064-1096 (titulat també comte de Gavaldà probablement per la reclamació d'aquest comtat per part de la seva muller Berta de Roergue)
- Guillem VII (fill) 1096-1136
- Robert III (fill) 1136-1143
- Guillem VIII el Jove (fill) 1143-1155, (enderrocat va mantenir el territori anomenat Delfinat d'Alvèrnia)
- Guillem IX el Vell 1155-1182 (usurpador, fill de Guillem VII)
- Robert IV (fill) 1182-1194
- Guillem X (fill) 1194-1195
- Guiu II (fill) 1195-1209 (1224) (confiscada una part amb la que es crearà el 1360 el ducat d'Alvèrnia)
- Guillem XI (fill)1224-1247
- Robert V (fill) 1247-1277 (comte de Bolònia)
- Guillem XII (fill) 1277-1279 (comte de Bolònia)
- Robert VI (fill) 1279-1317 (comte de Bolònia)
- Robert VII (fill) 1317-1325 (comte de Bolònia)
- Guillem XIII (fill) 1325-1332 (comte de Bolònia)
- Joana I 1332-1360 (també comtessa de Boulogne)
  - Felip de Borgonya dit de Rouvres 1338-1346 (primer marit de Joana)
  - Joan (Joan II de França) 1350-1360 (segon marit de Joana)
- Felip I (duc de Borgonya) 1360-1361 (comte de Boulogne)
- Joan I 1361-1386 (fill de Joana) (comte de Boulogne)
- Joan II 1386-1394 (fill) (comte de Boulogne)
- Joana II 1394-1422 (comtessa de Boulogne) (filla)
  - Joan de Berry o Joan III d'Alvèrnia 1394-1416 (primer marit de Joana), comte per dret propi com usurpador
  - Jordi de la Trémoille 1416-1422 (segon marit de Joana)
- Maria I 1422-1437 (comtessa de Boulogne) (filla de Joan I)
  - Bertran (IV) de La Tour (espòs)
- Bertran (V) de La Tour, I d'Alvèrnia 1437-1461 (fill)
- Bertran (VI) de La Tour, II d'Alvèrnia 1461-1494 (fill) (recupera el comtat de Boulogne el 1477 però el bescanvia el 1478 pel Lauraguès)
- Joan de la Tour, IV d'Alvèrnia 1494-1501 (fill) (comte del Lauraguès)
- Anna (filla) 1501-1524 (co comtessa de la Tour d'Alvèrnia i Lauraguès)
- Margarida o Magdalena (germana) 1501-1519 (co comtessa de la Tour d'Alvèrnia i Lauraguès)
- Catalina de Mèdici (filla) 1524-1589
- Carles de Valois 1589-1606
- Margarida de Valois 1606-1610
- Lluís XIII de França 1610
- a la corona francesa 1610

## Llista de Ducs d'Alvèrnia
- corona francesa 1209-1226
- Alfons de Poitiers 1226-1271 (comte de les Terres d'Alvèrnia, fill de Lluís VIII de França)
- corona francesa 1271-1360
- Creació del títol ducal 1360
- Joan I de Berry 1360-1416
- Maria I (filla) 1416-1425 
  - Joan de Borbó 1416-1425 (espòs)
- Carles I de Borbó (fill) 1425-1456
- Joan II de Borbó (fill) 1456-1488
- Carles II de Borbó (germà) 1488 (cardenal)
- Pere II de Borbó (fill de Carles I) 1488-1503
- Susana de Borbó (filla) 1503-1521 
  - Carles III conestable de Borbó-Montpensier (espòs) 1505-1527
- a la corona francesa 1527-1757
- Carles Felip 1757-1789 (nominal fins a 1824)

## Llista de comtes del Delfinat d'Alvèrnia o Delfins d'Alvèrnia (comtes de Clarmont o de Montferrand)
- Guillem VIII 1155-1169
- Robert IV (delfí d'Alvèrnia) 1169-1234 (fill)
- Guillem IX 1235-1240 (fill)
- Robert V 1240-1252 (fill)
- Robert VI 1252-1282 (fill)
- Robert VII 1282-1324 (fill) (primer delfí reconegut)
- Joan I 1324-1351 (fill)
- Berald I 1351-1356 (senyor de Mercoeur) (fill)
- Berald II el Gran 1356-1399 (fill)
- Berald III 1399-1426 (fill)
- Joana I 1426-1436 (filla)
- Lluís I de Borbó-Montpensier 1436-1486 (espòs)
- Gilbert de Borbó-Montpensier 1486-1496 (fill)
- Lluís II de Borbó-Montpensier 1496-1501 (fill)
- Carles III de Borbó-Montpensier 1501-1522 (germà) confiscació de propietats 1522-1523, reclamades per una parenta (cosina prima) Lluïsa de Savoia, mare del rei Francesc I, a la que es van adjudicar. El 1527 Lluïsa de Montpensier (germana de Carles) va reclamar la devolució dels dominis de dret propi, renunciant de fet als dominis de la casa de Borbó heretats per Carles III. Li foren reconeguts el 1539.
- Lluïsa (germana) 1527-1539 (pretendent), 1539-1561 retornat (a més fou duquessa de Montpensier)
- Lluís III el Gran de Borbó-Vendôme, duc de Montpensier (fill) 1561-1582
- Francesc de Borbó-Vendôme, duc de Montpensier (fill) 1582-1592
- Enric de Borbó-Vendôme, duc de Montpensier (fill) 1592-1608
- Maria o Anna Maria I (filla) 1608-1627
- Anna Maria II (filla) 1627-1693 "La Gran Senyoreta"
- Passa a la corona francesa el 1693